# Sofia Gustavsson
Sofia Gustavsson, född 1981. är en svensk vis- och popsångerska. Hon växte upp i Linderås utanför Tranås, numera hemmahörande i Motala i Östergötland.
2013 släppte hon sin första EP-skiva. Hon skriver de flesta låtar på svenska men även en del på engelska. Hon framför oftast sin musik sittandes bakom sitt piano. 
År 2014 kom hon med i radio P4:s musiktävling Svensktoppen nästa med sin låt Bara lätta moln. Förutom denna låt har bland andra Red sky, Tiden och Sail away spelats i radion där hon också har uppträtt live i radio Östergötland- samt Jönköping. 